# Raggio di iniettività
In matematica, e più precisamente in geometria differenziale, il raggio di iniettività è un numero reale positivo che misura il "grado di collassamento" di una varietà riemanniana in un punto o globalmente.

## Definizione
Sia {\displaystyle M} una varietà riemanniana. Per ogni punto {\displaystyle x} di {\displaystyle M} è definita la mappa esponenziale
{\displaystyle {\rm {exp}}_{x}:U\to M\,\!}
su un insieme aperto {\displaystyle U} dello spazio tangente {\displaystyle T_{x}M} in {\displaystyle x}, contenente l'origine.
Sullo spazio tangente {\displaystyle T_{x}M} è definito un prodotto scalare, dato dal tensore metrico della varietà. Risulta quindi definita la palla di raggio {\displaystyle R} centrata nell'origine
{\displaystyle B_{R}={\big \{}v\in T_{x}M\ {\big |}\ |v|<R{\big \}}.}
Il raggio di iniettività di {\displaystyle M} in {\displaystyle x} è il massimo {\displaystyle R} tale che la mappa 
{\displaystyle {\rm {exp}}_{x}|_{B_{R}}:B_{R}\to M}
è iniettiva. Viene spesso indicato con
{\displaystyle R={\rm {inj}}_{x}}
Il raggio di iniettività di {\displaystyle M} è quindi definito come l'estremo inferiore di tutti i raggi di iniettività nei punti:
{\displaystyle {\rm {inj}}(M)=\inf _{x\in M}{\big \{}{\rm {inj}}_{x}{\big \}}.}

## Proprietà

### Raggio locale positivo
Il differenziale di {\displaystyle {\rm {exp}}_{x}} è invertibile. Per il teorema di invertibilità locale, la funzione è quindi un diffeomorfismo locale nell'origine: il raggio di iniettività {\displaystyle {\rm {inj}}_{x}} è quindi strettamente positivo in ogni punto {\displaystyle x}.

### Geodetiche
Se la varietà è completa, il raggio di iniettività {\displaystyle {\rm {inj}}_{x}} è pari a metà della minima lunghezza di una geodetica chiusa passante per {\displaystyle x}.

### Compattezza e raggio globale
Se la varietà {\displaystyle M} è compatta, il raggio di iniettività globale {\displaystyle {\rm {inj}}(M)} è maggiore di zero. Qualsiasi geodetica chiusa ha quindi lunghezza maggiore di {\displaystyle {\rm {inj}}(M)}.